# Пасуль
Пасуль (лат. phaseolus) або Ґрах (боснійською)— квасолевий суп на основі звичайної, пінто чи борлотто квасолі, рідше з темної, поширений в сербській, чорногорській, боснійській, хорватській та словенській кухнях. Зазвичай, страву готують з м'ясом, зокрема копченим, на кшталт бекону, ковбаси або рульки. Пасуль є типовою зимовою стравою. Іншою версією страви є печена квасоля, відома як Пребранац. Завдяки діаспорі, пасуль відомий в англомовному середовищі як Serbian bean soup («сербський квасолевий суп»), в німецькомовному як Serbische Bohnensuppe (так само). В Македонії варіація цієї страви відома під назвою ґравче на тавче (квасоля на сковороді).
В Сербії існує тематична ідіома prosto kao pasulj («просто/простий, як пасуль»), за змістом схожа до українського вислову «просто/простий, як двері».